# Yomiuri Shimbun

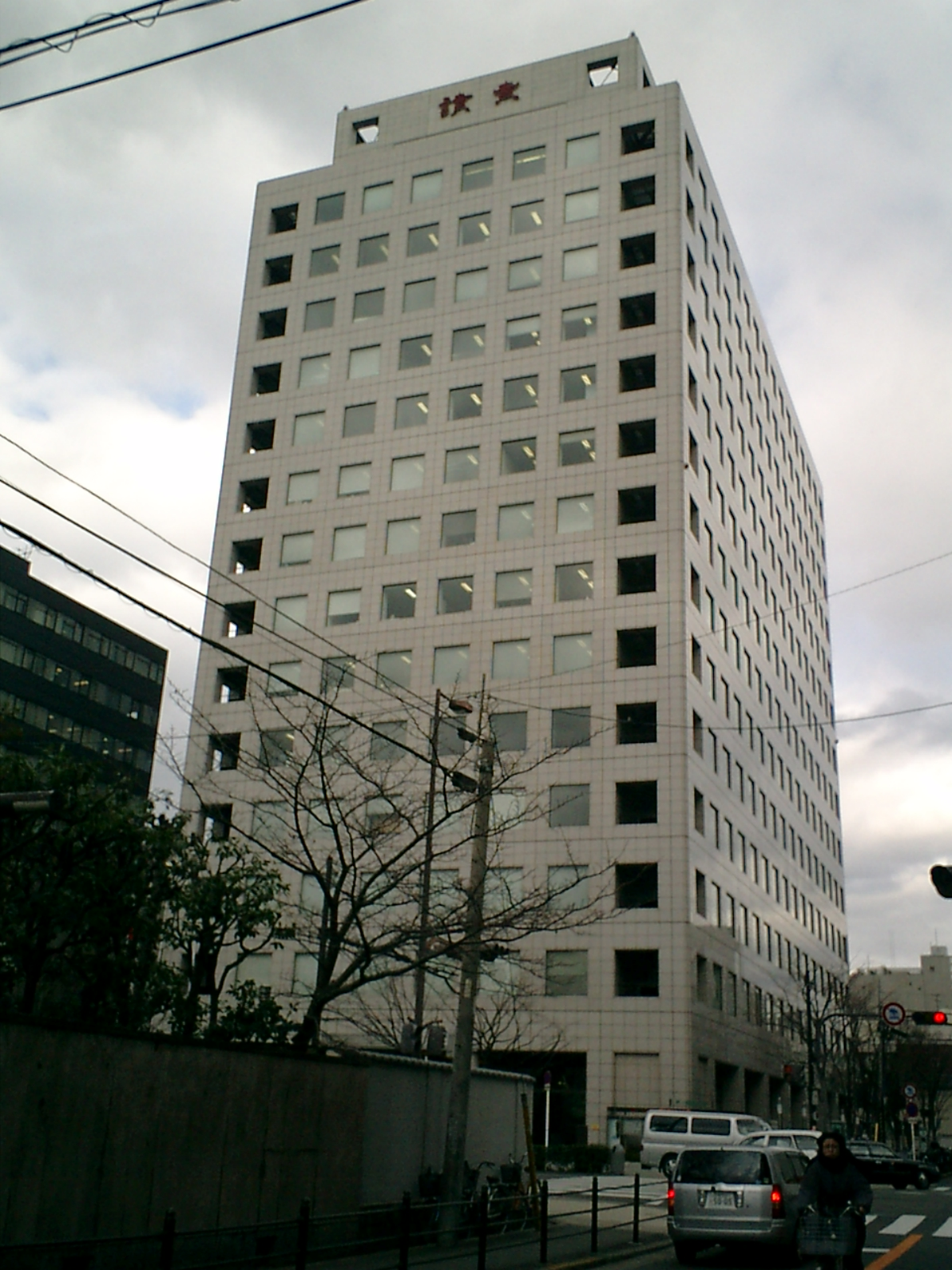
Oficines de Yomiuri Shimbun a Osaka

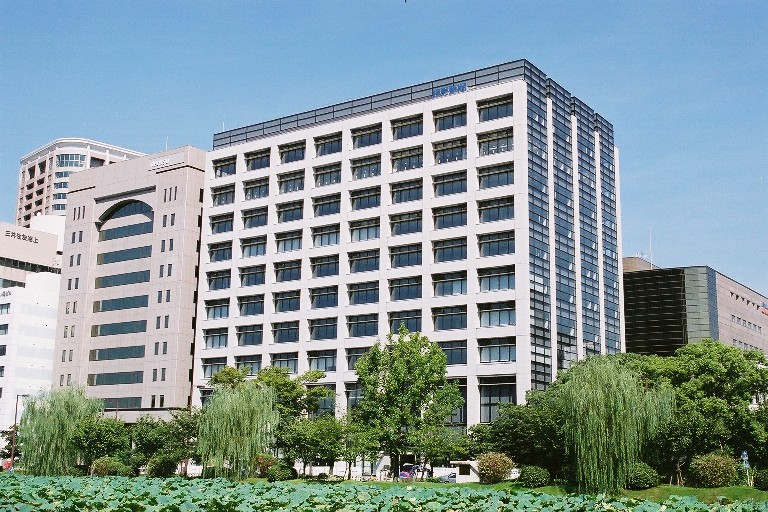
Oficines de Yomiuri Shimbun a Fukuoka

El Yomiuri Shimbun (讀賣新聞 よみうりしんぶん, Yomiuri Shinbun) és un diari japonès de distribució nacional, fundat el 1874. La seu principal es troba a Otemachi, Chiyoda, Tòquio, i s'imprimeix dos cops al dia i en diferents edicions locals. El 2019 es va acreditar com el diari amb més circulació del món. És de tall conservador liberal i defensa postures pro-americanes.
És un dels cinc principals diaris del Japó i el de més circulació, amb 9 milions diaris. Els altres quatre són l'Asahi Shimbun (basat a Ōsaka i de tall liberal-tercera via, el segon en curculació), el Chunichi Shimbun (basat a Nagoya i de tall socialdemòcrata, el tercer en volum de circulació), el Mainichi Shimbun i el Nihon Keizai Shimbun.
El Yomiuri Shimbun va establir el 1949 el Premi Yomiuri de literatura. Entre els seus guanyadors hi ha Yukio Mishima, Kōbō Abe, Kenzaburō Ōe,  o Haruki Murakami.

## Seus
- Oficines centrals de Tòquio

1-7-1, Otemachi, Chiyoda (Tòquio), Japó
- Oficines centrals d'Osaka

5-9, Nozakicho, Kita-ku (Osaka), Japó
- Oficines centrals de l'oest del Japó

1-16-5, Akasaka, Chūō-ku (Fukuoka), Japó